# Refuge de l’Étang Pinet
Die Refuge de l’Étang Pinet (oder Refuge du Pinet) ist eine Schutzhütte der Sektion Montagnards Ariégeois des Club Alpin Français in Frankreich im Département Ariège, in der Region Okzitanien der Gemeinde Auzat, in den Pyrenäen, auf 2240 m Höhe. Sie wird von Anfang Juni bis Ende September bewirtschaftet.

## Merkmale und Informationen
Die Hütte liegt an einem kleinen Bergsee, dem Étang Pinet. Außerhalb der Bewartungszeit können in der Schutzhütte 15 Personen übernachten.

## Zugänge
Sie wird im Allgemeinen durch das Tal der Artigue erreicht. Dabei sind 1000 m Höhenunterschied zwischen dem Parkplatz und der Schutzhütte zu überwinden.

## Aufstiege
Die Hütte bietet Zugang zu den Hauptgipfeln des Montcalm-Massivs:
- Pique d'Estats (3143 m)
- Pic de Montcalm (3077 m)
- Pic du Port de Sullo (3072 m)

## Einzelnachweise

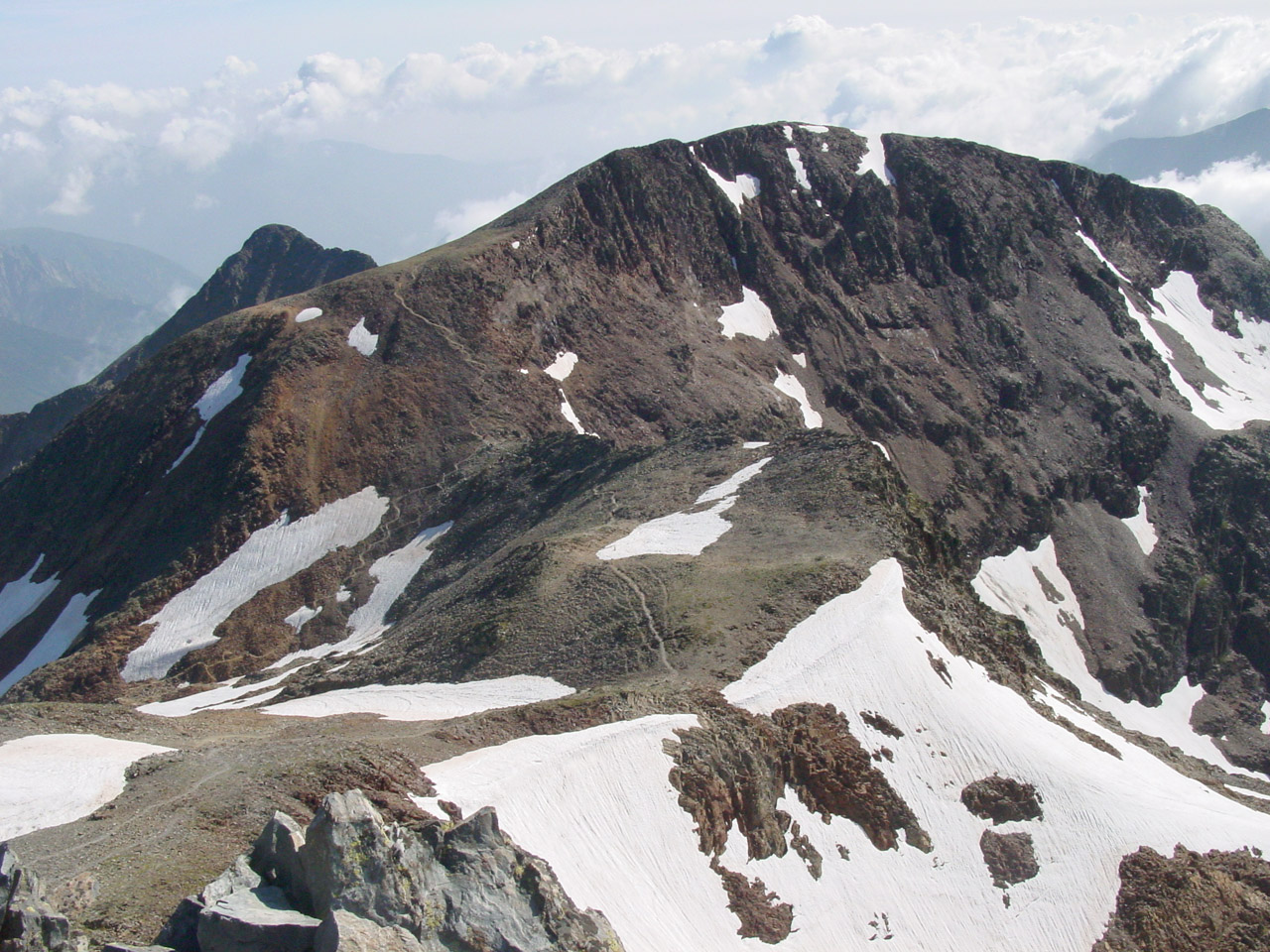
Pic de Montcalm